# Український народний університет
Украї́нський наро́дний університе́т, Ки́ївський держа́вний український університет — вищий навчальний заклад, що діяв в Києві за влади Української Центральної Ради та Української Держави.

## Історія університету
У липні 1917 року Українське науково-технічне товариство «Праця» спільно з київським товариством «Просвіта» та членами Українського наукового товариства створило комісію для організації навчального закладу з метою підготовки наукових кадрів для українізації освіти. У серпні того ж року на 2-му Всеукраїнському педагогічному з'їзді було затверджено рішення про створення Українського народного університету, почалося формування викладацького складу. Університет відкрився 5 жовтня в приміщенні Педагогічного музею, заняття проходили у вечірні часи в аудиторіях Університету св. Володимира. Канцелярія університету розташовувалася в квартирі за адресою вул. Терещенківська, 13, в приміщенні товариства «Праця», там же проходили збори ради викладачів. Ректором нового вишу став математик, професор Київського політехнічного інституту І. М. Ганицький.
В університет приймалися хлопці й дівчата, не молодші 16 років, які закінчили 6 класів гімназії, вчительський інститут або семінарію. Заклад мав три факультети — історико-філологічний, природничо-математичний і юридичний, а також підготовче відділення. Курс навчання розрахований на три роки, на підготовчому відділенні за програмою середніх класів гімназії — один — два роки. У 1917 році університет налічував 1370 студентів. Більшість викладачів були професори і доценти Університету св. Володимира: Д. О. Граве і М. Ф. Кравчук викладали математику, О. С. Грушевський — історію українського народу, І. І. Огієнко — історію української мови, І. С. Свєнціцький — загальне слов'янознавство, Б. О. Кістяковський — політекономію, Г. Г. Павлуцький — історію українського мистецтва, Ф. П. Сушицький — історію української літератури. Також в Українському народному університеті викладали економіст М. І. Туган-Барановський, мистецтвознавець К. В. Широцький, фізик Й. Й. Косоногов, історики Д. І. Багалій, М. П. Василенко, А. Ю. Кримський, славіст М. К. Грунський, літературознавець А. М. Лобода, правник-цивіліст В. В. Карпека.
17 серпня 1918 року законом Ради міністрів Української Держави ВНЗ реорганізовано в Київський державний український університет і переведено в приміщення Миколаївського артилерійського училища. З'явився медичний факультет, число студентів збільшилося до 1600, у закладі працювали 68 професорів, доцентів і асистентів. Відкриття реорганізованого університету відбулося 6 жовтня, новим ректором був призначений Ф. П. Сушицький — історик літератури, археограф; деканами стали М. І. Туган-Барановський (юридичний факультет), Г. Г. Павлуцький (історико-філологічний), Ф. П. Швець (фізико-математичний) і О. В. Корчак-Чепурківський (медичний).
У листопаді 1918 року у зв'язку з наступом військ Директорії училище передано у відання головнокомандувача Ф. А. Келлера, Український університет повернувся в приміщення Університету св. Володимира. Першого червня 1919 року два навчальні заклади були об'єднані постановою Ради комісарів вищих навчальних закладів Києва.